# Tom Harkin
Thomas Richard Harkin, znany jako Tom Harkin (ur. 19 listopada 1939) – amerykański polityk związany z Partią Demokratyczną, który od roku 1985 do 2015 reprezentował rodzinny stan Iowa w Senacie.

## Przed rozpoczęciem kariery politycznej
Urodził się w Cumming w Iowa. Ojciec przyszłego senatora był górnikiem, zaś jego matka, pochodzenia słoweńskiego, zmarła, kiedy miał 10 lat.
Harkin ukończył w roku 1962 Iowa State University. Tytuł doktora praw uzyskał w 1972 od The Catholic University of America’s Columbus School of Law. W latach 1962–1967 służył w US Navy. Początkowo w bazie w Japonii, a potem w Guantanamo, gdzie uczestniczył w misjach zwiadowczych lotnictwa marynarki nad Kubą.

### Podróż do Wietnamu i pierwsze zdobycie rozgłosu
Swoją działalność polityczną (aczkolwiek jeszcze nie na własny rachunek) zaczął od współpracy z kongresmenem Nealem Smithem.
W roku 1970 uczestniczył w podróży kongresmena Smitha do Wietnamu Południowego. W czasie wizyty w więzieniu na wyspie Côn Sơn Harkin zrobił serię zdjęć, które przedstawiały nieludzkie i okrutne traktowanie więźniów przez armię amerykańską. Zdjęcia te ukazały się niebawem w Life Magazine dnia 17 lipca 1970, co przyniosło Harkinowi rozgłos i opinię obrońcy praw człowieka, którą utrzymywał jako senator.

## W Kongresie
Zanim wybrano go po raz pierwszy do Izby Reprezentantów, Harkin pracował jako adwokat. W roku 1974, kiedy demokraci odnieści miażdżące zwycięstwo nad republikaniami, w dużej mierze w wyniku Afery Watergate, mandat z 5. okręgu wyborczego Iowy zdobył właśnie on. W Izbie zasiadał pięć dwuletnich kadencji (1975–1985). W roku 1985 został wybrany do Senatu.

### Senator
Harkin był wybierany ponownie do izby wyższej Kongresu w latach 1990, 1996 i 2002 i 2008. Był liderem mniejszości demokratycznej i zastępcą szefa senackiej komisji ds. rolnictwa.
W roku 1990 doprowadził do uchwalenia ustawy zakazującej dyskryminacji osób niepełnosprawnych, którą następnie podpisał prezydent George H.W. Bush.
Był jednym z najbardziej stanowczych krytyków polityki prezydenta George’a W. Busha. Głosował jako jedyny senator, obok Barbary Boxer, za rezolucję senatora Russa Reingolda potępiającą Busha.

#### Kandydat na prezydenta
W roku 1992 ubiegał się o nominację prezydencką z ramienia swojej partii i wygrał prawybory (a właściwie wybory delegatów na lokalne konwencję które ich wyłonią, co jest pierwszym sprawdzianem dla kandydatów do nominacji), ale ostatecznie przegrał z gubernatorem Billem Clintonem z Arkansas, który wygrał wybory. Zresztą Harkin wcześnie się wycofał z wyścigu i gorąco poparł Clintona, z którym utrzymywał bliskie stosunki polityczne i prywatne w czasie jego prezydentury.

#### Poglądy polityczne
Senator Tom Harkin:
- Popiera prawo kobiet do przerywania ciąży
- Popiera ochronę praw mniejszości seksualnych przez państwo
- Sprzeciwia się ograniczeniu liczy możliwości apelacji skazanych na karę śmierci w USA i odrzucaniu odwołań na gruncie uprzedzeń rasowych
- Popiera zakończenie embarga handlowego w stosunku do Wietnamu
- Poparł propozycję ograniczenia władzy prezydenckiej w sprawie nakładania sankcji ekonomicznych na obce kraje
- Głosował za ograniczeniem rozszerzenia NATO tylko do Polski, Czech i Węgier
- Popiera ograniczenie prawa do posiadania broni palnej
- Organizacja SANE określiła jego wyniki głosowań w Senacie jako w 100% Pro-Peace
- AFL-CIO określiła jego głosowania jako w 100% popierające zorganizowanych ludzi pracy
- Głosował przeciwko nominacji Johna G. Robertsa i Samuela Alito do Sądu Najwyższego
- Początkowo głosował za użyciem siły wobec Iraku w 2002 roku
- Przeciwnik wprowadzenia ponownie Partiot Act

Generalnie Harkin uznawany był za liberalnego członka Senatu

## Życie prywatne
Od roku 1968 żonaty jest z pochodzącą z Minnesoty Ruth Raduenz. Mają dwie córki: urodzoną w roku 1976 Amy i Jenny (1981).
Ruth Harkin była jedną z pierwszych kobiet w USA wybraną na prokuratora. Prezydent Clinton mianował ją potem do pracy w rządzie, którą opuściła po utracie przez demokratów władzy.

## Odznaczenia
- Złoty Order za Zasługi (Słowenia, 2004)[1]